# テトリスDX
- テトリスデラックス[注 1]
- Tetris DX[注 2]

『テトリスDX』（テトリスデラックス）は、1998年10月21日に任天堂より発売されたゲームボーイ用コンピュータゲームである。

## 概要
前作の『テトリス』よりもモード数が増えて横移動、横溜め時間が早くなったり、回転補正や操作中のブロックが接地した後でも操作可能となるロックダウンタイムが導入されるなど、操作においてもかなりの改善点が見られる。1人用のMARATHON、ULTRA、40LINES、VS.COMの4モードと、2人用のVS、EXCHANGEがある。

## モード
MARATHON（マラソン）
ゲームオーバーになるまでエンドレスでプレイするモード。レベル0からスタートすると10ライン消すごとにレベルが1上昇する。レベルn（nは1から9の整数）でスタートした場合、10nライン消すとレベルが1上昇、その後は10ラインごとにレベルが1上昇する。レベルの上限は30で、ハイスコアは、最大7桁のSCORE（スコア）が記録される。
ULTRA（ウルトラ）
3分間にどれだけスコアを稼げるかを競うモード。途中でゲームオーバーになった場合は記録として認められないため、記録を残すにはタイムアップになる必要がある。ハイスコアは、最大7桁のSCORE（スコア）が記録される。
40LINES（40ライン）
40ラインを消すまでにかかる時間を競うモード。このモードでは、開始レベルのほかにHIGH（ゲームフィールドの床の高さ）（0から5）が設定できる。記録は40ラインを消すまでにかかった時間が、レベルと高さごとに記録される。前作の「B-TYPE（25LINES）」に相当するモードだが、HIGH1以上を選んだ場合の仕様が異なり、前作のようにランダムで一定の高さまでブロックが配置されている訳ではなく高さそのものが固定されている。
VS.COM（コンピュータ対戦）
コンピュータの、「EASY」「NORMAL」「HARD」の3種類およびファイルデータの成績をもとにした「自分自身のレベル」のコンピュータとの対戦ができる。また、通信ケーブルを使用して対戦相手のデータをもらえば、VS.COM設定画面で、その相手との対戦も選べるようになる。 ゲーム開始時にレベルを0から9まで選択でき、先に3勝すれば勝利となる。テトリスによって4ライン、トリプルで2ライン、ダブルで1ラインをそれぞれ相手フィールドの下からせり上がらせる。このせり上がりのパターンは、10ラインせり上がるごとに変化し、10ラインの中で空白の列は同じである。そのため、相手から送られてきた攻撃を送り返すカウンターを利用しやすいように設計されている。
VS（対戦）
前述のコンピュータ対戦と基本的なルールは同じ。コンピュータ対戦と同様に、先に3勝すれば勝利となる。
EXCHANGE（データ交換）
POWERとして記録されたゲーム成績のデータを交換できる。もらったデータは1PLAYERゲームのVS.COMモードで「EASY～HARD」以外のレベルとして選べるようになる。

## 回転法則
BPS系の回転法則であるが、従来の『テトリス』（GB）では回転できなかったときに第二候補の回転軸が適用され、回転の判定が行われるようになっている。ただし、I（棒）と、O（四角）には第二候補の回転軸は存在しない。この回転法則はかなり特殊なものであり、落下速度が低速であれば、IとO以外のブロックはフィールドの壁を利用して壁を登っていくことが可能となっている。

## 移植版
| No. | タイトル                            | 発売日         | 対応機種        | 開発元 | 発売元 | メディア     | 型式 | 備考     | 出典              |
| --- | ----------------------------------- | -------------- | --------------- | ------ | ------ | ------------ | ---- | -------- | ----------------- |
| 1   | ゲームボーイ Nintendo Switch Online | 2024年12月12日 | Nintendo Switch | 任天堂 | 任天堂 | ダウンロード | -    | [ 注 3 ] | [ 2 ] [ 3 ] [ 4 ] |